# Estação Huichapan
A Estação Huichapan é uma das estações do VLT da Cidade do México, situada na Cidade do México, entre a Estação La Noria e a Estação Francisco Goitia. Administrada pelo Servicio de Transportes Eléctricos de la Ciudad de México (STECDMX), faz parte da Linha 1.
Foi inaugurada em novembro de 1993. Localiza-se no cruzamento da Avenida 20 de Noviembre com a Avenida México, a Rua Plan Sexenal e a Rua Mártires de Río Blanco. Atende o bairro Ampliación Tierra Nueva, situado na demarcação territorial de Xochimilco.